# 童石军
童石军（1944年—），汉族，中华人民共和国政治人物，第九届、第十届、第十一届全国政协委员。
加入中国国民党革命委员会，担任海南省工商联原主席、海南三亚泰星实业有限公司董事长。2008年，当选第十一届全国政协委员，代表中国国民党革命委员会，分入第三组。